# Homolka (přírodní rezervace, Velká Chuchle)
Homolka je přírodní rezervace na území hlavního města Prahy na okraji Velké Chuchle. Oblast spravuje Magistrát hlavního města Prahy.
Napříč rezervací prochází žlutá turistická trasa začínající v Chuchelském háji. Území je významné především z geologického hlediska. Dříve zde probíhala jak těžba vápence, tak břidlice. Ta byla však už ukončena. Dále je zde velký výskyt různých druhů rostlin a živočichů. V jednom z lomů v rezervaci se nachází stěna, jež byla vyhlášena za stratotyp.
Území chráněno od roku 1982 má rozlohu 13,43 ha a je plné geologických profilů, společenstvech skalních stepí a paleontologických nálezů.

## Lokalita
Rezervace Homolka se nachází u břehu Sliveneckého potoka (Vrutice). V dokumentaci je vyobrazena jako skalnatá stráň s lomovými stěnami. Přírodní rezervace Homolka se nachází v nadmořské výšce 230–305 metrů ve Velké Chuchli. O rozloze 13,43 ha. Tvarem se podobá trojúhelníku a v západní části se rezervace se nacházejí stavby bývalého dolomitového dolu Slivenec.

## Historie
Přírodní rezervací byla Homolka vyhlášena 1. července 1982 vyhláškou Národního výboru Hlavního města Prahy.
Nejvíc zásadní historická činnost na území rezervace byla v minulosti těžba vápenců. Nebyla příliš velkého rozsahu a také se snažila být šetrná. Díky těmto lomům se v prostředí zvýšila diverzita. Zároveň s těžbou byla provozována i řízená pastva drobného domácího zvířectva. Geologické hodnoty místa byly objeveny právě při těžbě. Těžba vápence skončila počátkem 20. století, ale pastva byla ukončena až v padesátých letech 20. století.

## Přírodní poměry

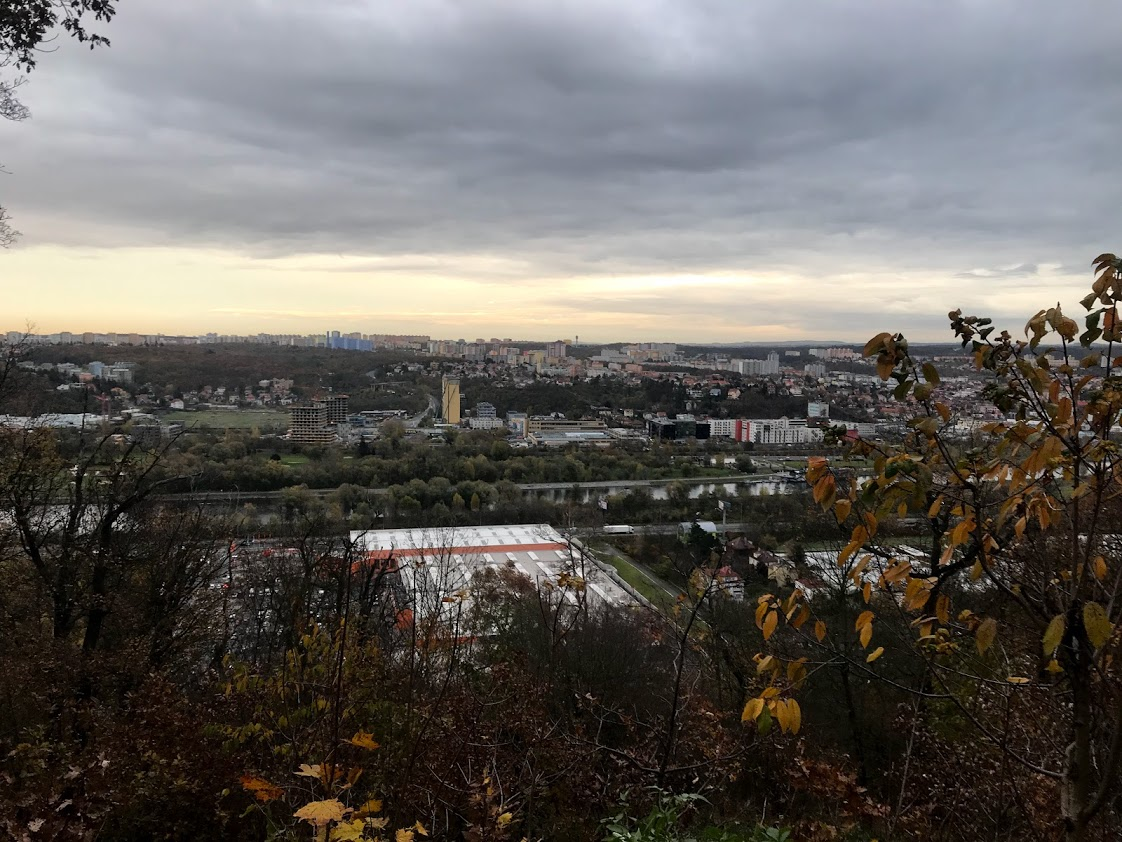
Výhled nad Velkou Chuchlí

### Geologie
Homolka je členité skalnaté území, které dále člení několik vápencových lomů. Jihovýchodní okraj rezervace tvoří Čulíkův lom. V takových lomech dříve probíhala těžba vápence a především břidlice, která našla využití v dlážděných mozaikách na pražských chodnících. Vápenec se zpracovával na vápno v tehdejší Pacoldově vápence. Ta je nyní technickou památkou.
Jedna ze tří otevřených lomových stěn ve skalní stráni odkrývá profil od siluru po spodní devon a také se značeným paleontologickým nalezištěm. Časté nálezy zkamenělin ze skupiny Gigantostraca se objevují v Žákově lomu, jehož jedna stěna byla prohlášena za stratotyp. „Z geologického hlediska představuje chráněné území opěrný profil k mezinárodnímu stratotypu přídol (svrchní silur), schválenému Mezinárodním geologickým kongresem v Moskvě v roce 1984.“ V lochkovském souvrství byl objeven trilobit Leonaspis lochkovensis.

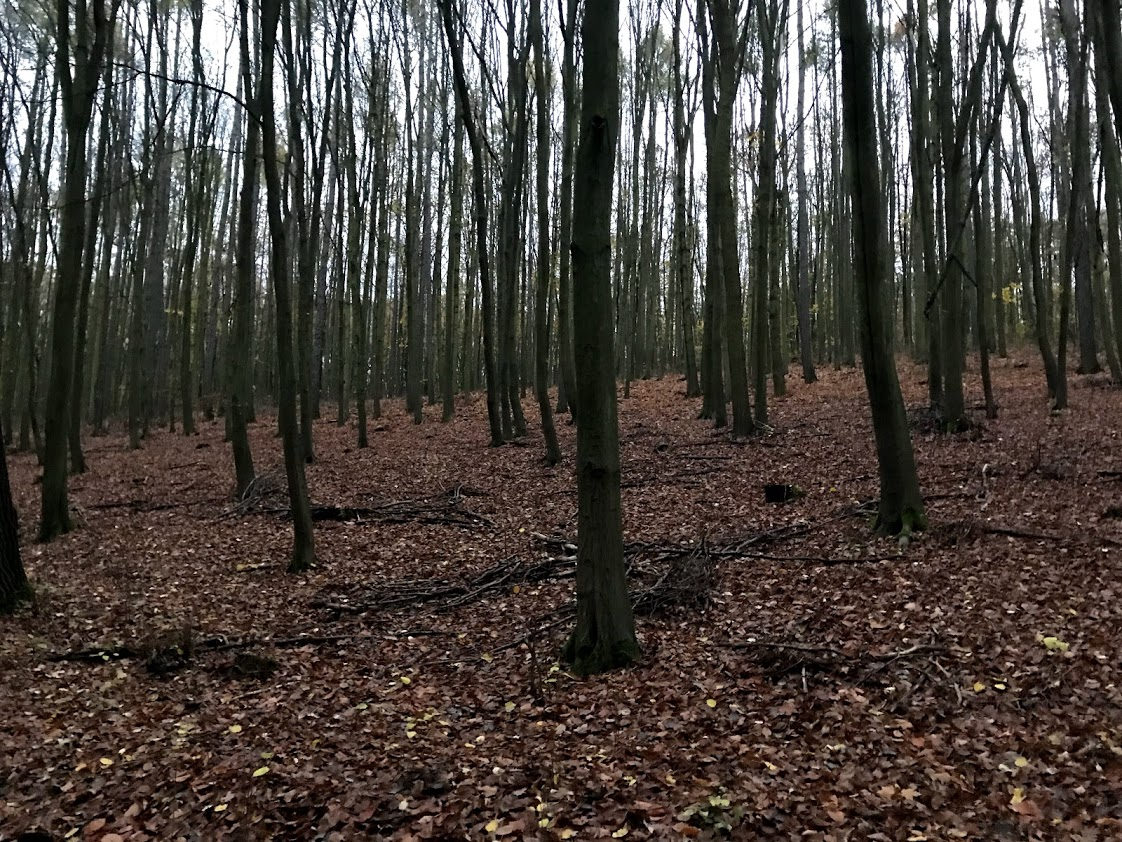
Listnatý les

Mezinárodně známé a významné je místní naleziště zkamenělin. Důvodem pro vyhlášení oblasti za chráněnou byl geologický význam území, tak společenstva skalních stepí.

### Fauna
Nejdůležitější je v rezervaci fauna bezobratlých živočichů. Nachází se zde pustinné stepi, skalní stepi a lesostepi. Například zástupce stepních reliktních brouků jsou mandelinkovití, dřepčíci, štítonoši, nosatčík, střevlíkovití a kráseček. Také v objektu můžeme nalézt některé hnízdící a ohrožené druhy ptáků – ťuhýk obecný (Lanius collurio) a pěnice hnědokřídlá (Sylvia communis), dále rehek domácí (Phoenicurus ochruros), pěnice pokřovní (Sylvia curruca) a nebo linduška lesní (Anthus trivialis). Občas je možné zpozorovat malé šelmy jako je například lasice hranostaj (Mustela erminea) a z jelenovitých srnec obecný (Capreolus capreolus). Každý rok je na území rezervace povolena řízená pastva koz a ovcí, která prostor udržuje.

### Flóra
Mezi významnou část chráněného území patří step od východu nad ulicí Pod Akáty. Roste zde bělozářka liliovitá (Anthericum liliago), která se naopak v západní části vyskytuje vzácně a na východě hojně. Pak trýzel škardolistý (Erysimum crepidifolium), vlnice chlupatá (Oxytropis pilosa), sesel fenyklový (Seseli hippomarathrum) a vzácně lze objevit oman srstnatý (Inula hirta). Na některých místech můžeme nalézt kavyl vláskovitý (Stipa capillata) nebo o vzácnější kavyl sličný (Stipa pulcherrima) a kavyl Ivanův (Stipa pennata). Vzácná je málo rozšířená populace ohroženého černohlávku dřípeného (Prunella laciniata). Ve vysokých polohách lesů je společenstvo suché mezofilní acidofilní doubravy skládající se ze směsi dubu zimního (Quercus petraea) a borovice lesní (Pinus sylvestris). Především se vyskytuje na půdě, která není bohatá na živiny.
V Přídolí na diabasu se vyskytuje dub šípák nebo ostříce nízká.

## Důvod ochrany
Důvodem ochrany jsou členité skalnaté stráně se třemi otevřenými lomovými stěnami, z nichž jedna odkrývá profil od siluru po spodní devon s význačným paleontologickým nalezištěm ; na skalních svazích dobře vyvinutá společenstva skalní stepi v několika typech s výskytem chráněných a ohrožených druhů; přirozená habrová doubrava. Pod kopcem "Homolka" s výrazným kuželovým vrcholem je na straně Velké Chuchle ve zbytcích starého lomu naleziště trilobitů.
Jediná věc, která nyní ohrožuje rezervaci je stále pokračující zarůstání profilu především dřevinami.
V rámci PR Homolka je chráněn geologický profil mezinárodního významu – celosvětově stanovené rozhraní (stratotyp) spodnodevonských stupňů lochkov – prag). Spodní hranici pragu definuje první výskyt konodonta Eognathodus sulcatus (pomocný stratotyp této hranice je pak vyznačen pouhé 4 km jihozápadněji, v NPP Černé rokle).
Do budoucnosti je hlavním cílem zachovat holý a dobře viditelný geologický profil a paleontologické naleziště graptolitů a mlžů. Dále zachovat příznivé podmínky pro existenci přírodovědecky hodnotných xerotermních společenstev skal a travnatých porostů s velkým počtem chráněných druhů rostlin a bezobratlých.

## Turismus
Vede tudy naučná stezka Barrandovské skály-Chuchelský háj. Právě tři poslední zastávky této stezky jsou zaměřeny na přírodní rezervaci Homolka. Soustředí se na geologické hodnoty této oblasti.
Z centra Prahy se na konec naučné stezky neboli na Homolku dostanete do čtyřiceti pěti minut.

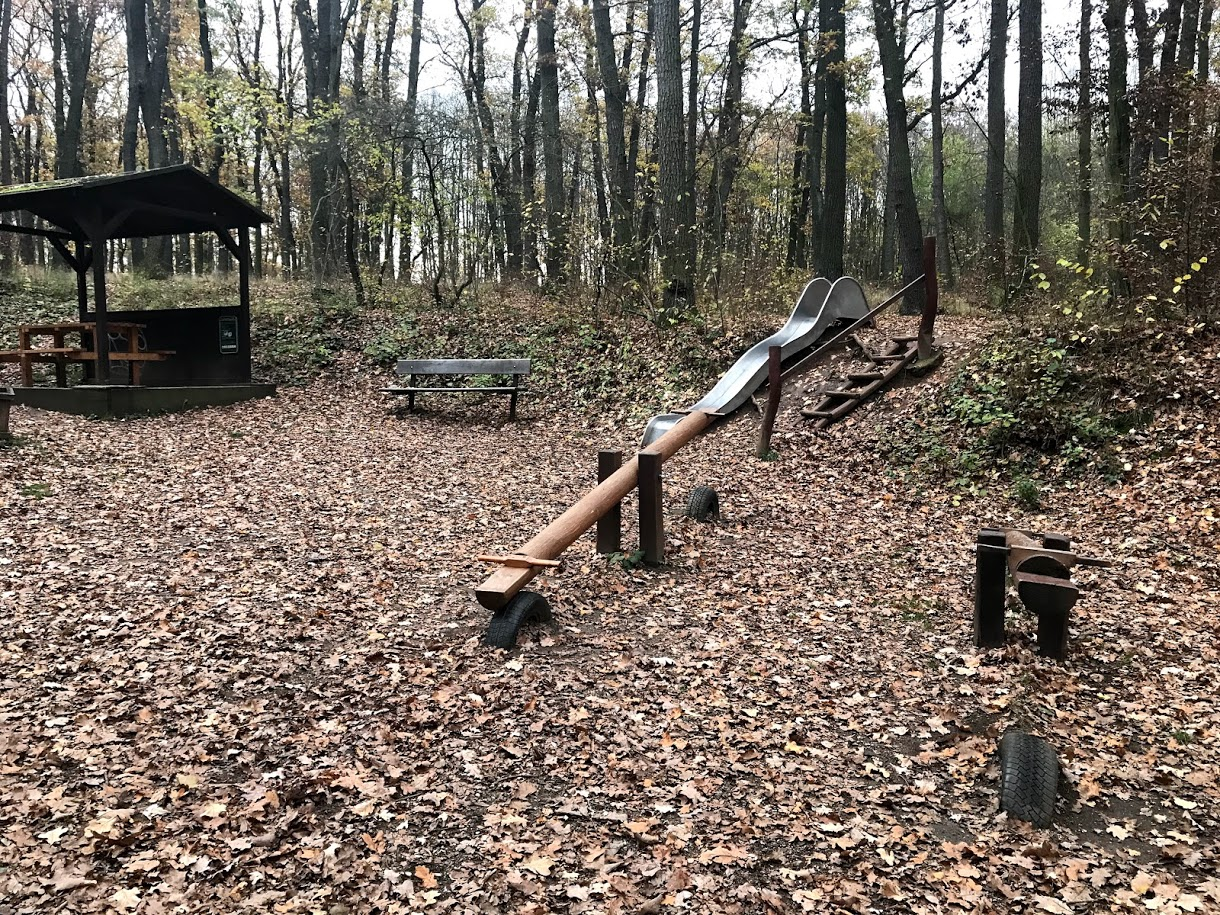
Dětské hřiště s altánem v pozadí

Je zde spousta jak sportovních tak dětských hřišť, také místa na posezení nebo piknik v hojně rozmístěných altánech. Většina cest je vyasfaltovaných, tedy lze se v rezervaci pohybovat například na kole nebo si sem jít zaběhat.

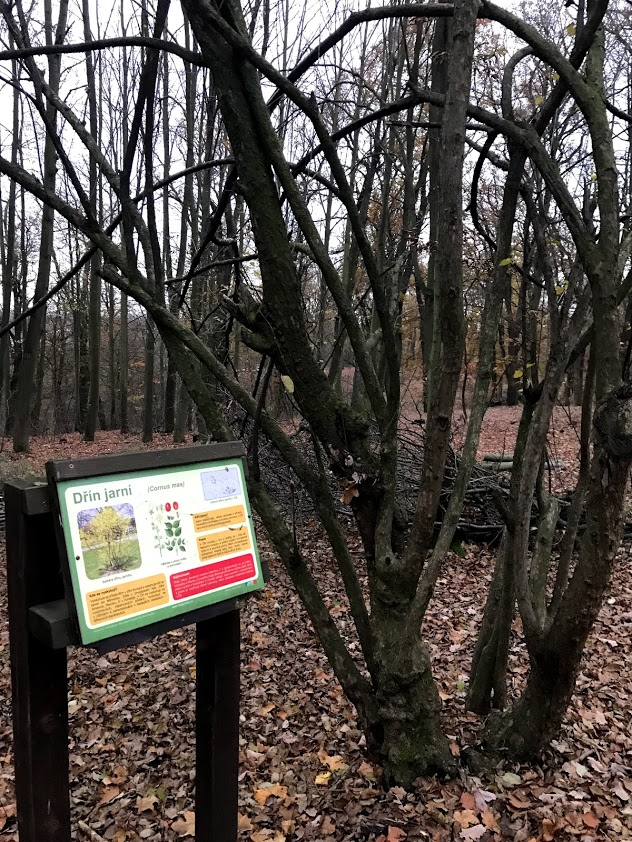
Dřín jarní